# C'est mon choix
Pour les articles homonymes, voir CMC.
C'est mon choix (CMC) est une émission de télévision française présentée par Évelyne Thomas, diffusée originellement sur France 3 du 22 novembre 1999 au 18 juin 2004 puis dans sa nouvelle version sur Chérie 25 entre le 2 novembre 2015 et le 2 novembre 2017.
Lors de son apparition au début des années 2000, elle fut l’une des émissions de talk-show française les plus vues et controversées. Elle a fait l’objet de nombreux signalements du CSA.
Depuis le 2 novembre 2015, l'ensemble des émissions est proposé au fur et à mesure sur la chaine YouTube officielle de l'émission.

## Principe
Lors de chaque émission, un sujet, constituant un choix de vie pris par un ou plusieurs invités, est traité avec présence de personnes pour et contre et les réactions du public.

### Sujets traités
Des centaines de sujets furent traités dans l'émission entre 1999 et 2004.
L'émission était la première de la télévision française à débattre, lors de ses débuts, sur des sujets de société avec des reportages centrés autour d'une personne ayant un choix de vie jugé hors-normes.
À la suite de sujets parfois qualifiés de « débordements », le CSA exerce des pressions sur France 3 afin de recentrer les sujets traités dans l'émission sous peine de suppression de celle-ci.
Ainsi, à partir de 2002, les sujets traités dans C'est mon choix sont désormais plus accessibles à la famille.
Un thème très récurrent était le relooking, consistant à changer la tenue vestimentaire d'une personne et à tester sa réaction devant un miroir.
Il y avait aussi des concours de chanson et de danse, auxquels participait le public.

### Déclinaison:C'est pas mon choix
Entre 2003 et 2004, le mercredi et le vendredi, puis par la suite uniquement le mercredi, l'émission a été rebaptisée C'est pas mon choix. Frigide Barjot, Sonia Dubois et Gérard Vives sont chroniqueurs dans ces émissions.
Le principe restait le même, cependant les personnes antagonistes étaient les invités principaux de l'émission et avaient une place très importante dans celle-ci. Les sujets traités étaient entre autres « Les machos au volant » ou encore « Les horoscopes ».

## Historique
En 1996, Évelyne Thomas présente sur TF1 une émission intitulée Évelyne, une adaptation du talk-show américain Sally présentée par Sally Jessy Raphael. Il s'agit du premier talk-show diffusé à la télévision française. Dans ce programme, Évelyne Thomas interroge des anonymes qui vivent une expérience originale, sur un thème différent chaque jour. Les personnes présentes dans le public sont amenés à intervenir. L'émission est diffusée du 20 mai 1996 au 9 août 1996, tous les matins de la semaine à 11 h 5, à l'exception du mercredi, et est produite par la régie publicitaire de TF1, alors dirigée par Corinne Bouygues.
Cette émission peut être considérée comme les prémices de C'est mon choix au vu de la similitude de certains thèmes traités.
Malgré des audiences satisfaisantes, l'émission n'est pas reconduite en septembre 1996. Le producteur Jean-Luc Delarue, qui repère à cette occasion Évelyne Thomas, décide, trois ans plus tard, de reprendre une partie du concept, de le franciser et de le produire avec sa société Réservoir Prod. Il propose à Evelyne Thomas l'animation de ce nouveau talk-show intitulé C'est mon choix. L'émission est alors vendue à France 3.

### SurFrance 3(1999-2004)
L'émission était diffusée tous les jours du lundi au vendredi à 13 h 50. Lors de son apparition, elle remplace l'émission Parole d'expert (renommée On s'occupe de vous les derniers mois) présentée par Valérie Expert. La première émission, qui a pour thème « J'ai passé ma vie à faire des régimes », attire 736 000 téléspectateurs et 7,9 % de pda. Au cours de la saison, les audiences grimpent et en juin 2000, C'est mon choix dépasse les 20 % de pda.
À la suite de ce succès, la présence de C'est mon choix est renforcée sur la grille de France 3. Les meilleurs moments étaient rediffusés sous forme de best-of :
- Du lundi au vendredi à 20 h 20 de 2000 à 2002 sous le nom de C'est mon choix ce soir.
- Le samedi, et parfois le dimanche, à 13 h 25 sous le nom de C'est mon choix pour le week-end ;
- L'été, les best-of étaient diffusés à 13 h 50 et à 20 h 20 sous le nom de C'est mon choix pour l'été ;
- Il existait également des rediffusions la nuit.
- 11 émissions spéciales étaient diffusées de 2000 à 2003, principalement les lundis soir à 20 h 55, parfois en direct[5] :

1. Spécial Je veux changer de look (12 Novembre 2000)
2. Me trouvez vous vraiment trop excentrique ? (23 Avril 2001)
3. Oseras-tu relever le défi que je vais te lancer ce soir ? (18 Juin 2001)
4. Vais-je réussir à vous épater avec mon talent insolite  (16 Octobre 2001)
5. Qui allez-vous élire pour interpréter votre chanson française préférée de l'année ? (11 Décembre 2001)
6. Ce soir, je te réserve la surprise de ta vie (21 Janvier 2002, record d'audience 6,2 millions de téléspectateurs 29,4%)[6]
7. Lequel de nos chanteurs vous séduira le plus ce soir (11 Mars 2002)
8. Élisez le Français au look le plus extravagants de l'année ! (29 Avril 2002)
9. Ce soir, décidez qui ira au bout de sa chanson et de son rêve (14 Octobre 2002)
10. Par amour es-tu vraiment prêt à tout pour moi ce soir (11 Novembre 2002)
11. Rêve ou réalité (1er Janvier 2003)

C'est mon choix permet à France 3 d'attirer les jeunes et les femmes sur son antenne. À 13 h 50, l'émission grignote des parts de marché au feuilleton Les Feux de l'amour diffusé sur TF1 à la même heure, et le best-of de 20 h 20 attire 5 millions de téléspectateurs et jusqu'à 25 % du public, et talonne parfois les journaux télévisés, y compris celui de TF1 présenté par Patrick Poivre d'Arvor,.
Le 28 novembre 2000, le CSA adresse une lettre à France Télévisions, dénonçant les « dérapages » et les « dérives » apparus dans certains numéros de l'émission, évoquant le « voyeurisme » et le « sensationnalisme » de certains sujets traités, notamment une séquence diffusée le 18 octobre 2000, où on pouvait voir « un magicien faisait mine de se transpercer le bras avec un glaive ». France 3 répond alors qu'elle « va suivre encore plus en amont les choix de sujets et invités » et demande au producteur Réservoir Prod d'être « plus vigilant sur ce qui passe à l'antenne ». L'émission fait même l'objet d'une discussion à l'Assemblée nationale lors d'un débat sur le budget de la Communication. Elle est par ailleurs notamment défendue par Ségolène Royal, alors ministre déléguée à la Famille et à l'Enfance dans le gouvernement Jospin.
En décembre 2000, France 3 annonce que le best-of C'est mon choix ce soir diffusé en soirée sera remplacé à partir de janvier 2001 par l'émission Tous Égaux, présentée par Florian Gazan et Vladys Müller, aussi produite par Réservoir Prod et déjà diffusée en fin de semaine. Toutefois, cette version reviendra à l'antenne plusieurs fois.
Le 18 juin 2004, malgré une audience toujours satisfaisante, l'émission fut arrêtée à la suite de la mauvaise entente entre la présentatrice Évelyne Thomas qui voulait revoir le contenu et le producteur Jean-Luc Delarue.
Après un temps d'hésitations et de flottements, France 3 abandonne l'idée de trouver une nouvelle présentatrice à l'émission, qui attirait pourtant environ 2 millions de téléspectateurs par jour. Celle-ci s'arrête donc cinq ans après son lancement.
Jean-Luc Delarue, le producteur de l'émission, décide, malgré la fin de C'est mon choix, de rediffuser sous forme de C'est mon choix pour l'été des émissions jusqu'en août 2004 sans l'accord d'Évelyne Thomas. Cette dernière le mènera par la suite en procès pour utilisation de son image, de sa personne et de sa voix. Celle-ci obtiendra des dommages et intérêts près de deux ans après, en 2006.
À partir du 6 septembre 2004, France 3 confie cette case horaire à Valérie Bénaïm, partie tout juste de TF1, avec un nouveau talk-show J'y vais... j'y vais pas ? diffusée en direct et dont les objectifs sont de faire oublier l'émission C'est mon choix, de conserver ses téléspectateurs et d'en attirer de nouveaux. Cependant, l'émission sera supprimée le 17 décembre 2004, faute d'audience.

### SurChérie 25(2015-2017)
Onze années après son arrêt, Chérie 25 annonce la reprise de l'émission pour novembre 2015 sur son antenne avec Évelyne Thomas comme présentatrice. Malgré un retard, le tournage de la première émission débute le 1er octobre 2015 pour un début de diffusion le 2 novembre 2015.
L'émission inédite est diffusée du lundi au vendredi à 16 h 55.
Les audiences de l'émission sur Chérie 25 sont au rendez-vous : 119 000 téléspectateurs se sont rassemblés en moyenne chaque jour la première semaine de diffusion de l'émission, soit 1 % du public. Des scores légèrement supérieurs à la moyenne des audiences de Chérie 25.
L'émission du 31 décembre 2015 a réalisé un record d'audience avec plus de 200 000 téléspectateurs présents devant leur écran.
Après la décision de Chérie 25 de placer l'émission à 18 h 45, la première émission de ce nouveau format a réuni 111 000 téléspectateurs, soit 1 % du public. Ce sont des scores plutôt inférieurs aux scores habituels de l'émission.
L'émission du 3 février 2016 ne réunit que 59 000 personnes, soit 0 % du public, ce qui est un échec par rapport à lorsque l'émission était programmée à 17 h. C'est également le pire score de l'émission depuis sa création.
À la suite de mauvaises audiences enregistrées lorsque l'émission était programmée à 18 h 45, Chérie 25 décide de reprogrammer l'émission à 17 h à compter du 22 février 2016.
Durant la seconde partie de l'année 2016, l'émission réalise de bonnes audiences.
Cependant, à la fin de la saison 2016-2017, Chérie 25 n'a pas renouvelé le programme et n'a donné aucune explication à ce sujet.
L'émission s'arrête donc définitivement le 2 novembre 2017 soit deux ans jour pour jour après sa réapparition.
Après 2 ans d'absence d'émissions inédites, 10 épisodes de 25 minutes sont spécialement produits pour YouTube du 10 avril 2019 au 30 octobre 2019, une première à la télévision française.

### Rediffusion surTéva,NRJ 12etRMC Story
Téva a rediffusé la version de France 3 entre 2009 et 2013[réf. nécessaire].
D'anciens épisodes de la version de Chérie 25 sont rediffusés le samedi matin à partir de septembre 2020 sur NRJ 12. Bien que la chaine ait annoncé des épisodes inédits dans un communiqué, aucun casting n'est actuellement ouvert, ce qui laisse peu probable l'arrivée de nouveaux épisodes.
A l'occasion des 25 ans de l'émission, la chaine RMC Story rediffuse en octobre 2024 en prime time une émission spéciale diffusée en 2002 intitulée Ce soir, je te réserve la surprise de ta vie.

## Identité visuelle
De 1999 à 2004, les images du générique de début ont changé quelques fois bien que la musique soit toujours restée la même. Lors de la seconde saison en septembre 2000, à la clôture du générique de fin, le logotype est modifié. De même, il est très légèrement changé lors de la saison 2003 – 2004. Lors du retour de l'émission en 2015, le logo devient carré et rouge, la police d'écriture est légèrement modifiée.

Logo de l'émission de 1999 à 2003.
Logo de l'émission de 2003 à 2004.
Logo de l'émission spéciale C'est pas mon choix en 2003-2004.
Logo de l'émission de 2015 à 2017.

## Plateaux et décors
Studio 102 de la Maison de la Radio (1999 - 2004) : Le plateau était un élément central de l'émission. Fonctionnant comme une arène, les invités prenaient place sur des fauteuils rouges ou des canapés blancs disposés en arc de cercle face au public. L'animatrice, quant à elle, restait le plus souvent au centre, faisant le lien entre le public et les invités. La couleur dominante était l'orange. Entre 1999 et juin 2003, le plateau à peu évolué, mais on peut noter l'apparition d'une porte au fond centre gauche du plateau à partir de 2001.
Le changement le plus flagrant survient à partir de septembre 2003, où le plateau est modernisé. De nouveaux sièges font leur apparition, et l’arrivée des invités se fait via un escalier situé au centre du plateau, et non plus sur les côtés. Cette disposition ne changera plus jusqu'à la disparition de l'émission en 2004.
 Studio 210 (Plateau 3) aux EMGP (2015 - 2017) : Le plateau est beaucoup plus petit que celui de la version diffusée sur France 2, mais la coloration reste fidèle à l’orange et au jaune. L’arrivée des invités se fait via un sas pouvant se refermer et laisser place au miroir des relookings. Contrairement au plateau d’origine, celui-ci ne connaîtra aucune évolution durant les deux années de diffusion.

## Commentaires
- Le plateau de l'émission a été modifié à plusieurs reprises. Le changement du plateau fut plus important de septembre 2003 à juin 2004.
- Pendant la saison 2000 – 2001, un miroir utile lors des émissions ayant pour thème le relooking y avait été installé, le miroir est revenu lors de la nouvelle version de l'émission sur Chérie 25.
- Les appels à témoins avaient toujours lieu après la bande-annonce de la chaîne en voix off par Évelyne Thomas (remplacée par une autre voix off féminine lors des congés de maternité de cette dernière).
- Les demandes de participation dans le public avaient toujours lieu à la fin de l'émission juste avant (puis pendant) le générique de fin.
- Pendant le générique de fin, on voyait les invités du plateau puis le public. Le générique de fin venait se coucher sur la fin de l'émission.
- Pendant les rediffusions des meilleurs moments (C'est mon choix pour l'été) sur France 3, Évelyne Thomas présentait l'émission toute seule sur un plateau sans micro et sans fiches et où était simplement visible derrière elle le panneau C'est mon choix en mouvement.
- Les personnes du public peuvent à tout moment lever la main et être interrogées par Évelyne Thomas pour poser une question ou faire un commentaire. Ce public occupait une place importante dans l'émission.
- Un mois après le lancement de l'émission sur Chérie 25, une chaîne YouTube est créée pour revoir les émissions de Chérie 25, mais également celles de France 3[22].
- En 2019, deux ans après l'arrêt officiel de l'émission, une version courte de 25 minutes est créée pour 10 épisodes spécialement diffusé sur YouTube, ces épisodes se distinguent par un plateau plus petit que les émissions "classiques".
- Dans les différentes versions de l'émission, Évelyne Thomas a toujours un micro main, alors que ses invités ont des micros cravates.
- En Belgique l'émission est diffusée sur AB3 à partir de 2001.